# کنسیا مارسی
کنسیا مارسی (انگلیسی: Kencia Marseille؛ زادهٔ ۸ نوامبر ۱۹۸۰) بازیکن فوتبال اهل هائیتی است.
وی همچنین در تیم ملی فوتبال Haiti بازی کرده‌است.